# Тикшеозеро
Ти́кшеозеро (Ти́кшозеро, Ти́кса, карел. Tiikšenjärvi) — озеро в Лоухском районе Республики Карелия.
Высота над уровнем моря — 112 м.
Площадь поверхности — 209 км², площадь водосборного бассейна — 1080 км². Высота над уровнем моря — 111,5 м. Котловина ледниково-тектонического генезиса.

## Общие сведения
Одно из самых больших пресноводных озёр республики. В 1953 году озеро превращено в водохранилище с сезонным регулированием стока. Общая площадь водной поверхности составляет 208,8 км², с островами — 232 км². Береговая линия очень сильно изрезана, её длина по материку 204 км, с островами 339 км. Наиболее крупные заливы: губы Кокорная, Хлебная, Тайболгуба, Левеалакши, Вааралакши, Степанова губа, Пимеапохья.
Покрыто льдом с начала ноября по вторую половину мая.
Всего островов насчитывается 342. Площадь островов составляет 23,6 км², крупнейшие из них: Кайгас (11,8 км²), Кангассари (2,38 км²), Юхтиненсари, Ханкасари, Койтолари, Ламмансари, Притча, имеется также небольшой архипелаг под названием Голодные острова.
Берега озера скалистые, часто заболоченные, сильно заросшие. Высота обрывов достигает 10 — 15 м.

## Бассейн

### Реки
В Тикшеозеро впадает 10 рек. Основные из них — это реки Лопская, Хлебная и Тощая.

### Озёра
К бассейну Тикшеозера также относятся озёра:
- Малое Кухто
- Большое Кухто
- Левиска (исток реки Хлебной)
- Сиговое
- Степаново

Имеет сток из северо-восточной части через реку Лопскую (с ответвляющейся от неё рекой Винчей), которые впадают в Нотозеро.
11 видов рыб: кумжа, ряпушка, сиги, европейская корюшка, щука, плотва, язь, налим, колюшка девятииглая, окунь и подкаменщик.

### Тикшеозерский массив апатитовых руд
На южном берегу озера расположен тикшеозе́рский массив апатитовых руд, обнаруженных Центрально-Кольской комплексной геолого-разведочной экспедицией в 1986—1988 годах. Прогнозные ресурсы месторождения составляют около 40 млн тонн апатита. С 2007 года проводятся работы по подготовке месторождения к промышленному освоению.
Код объекта в государственном водном реестре — 02020000611102000001594.